# Баучи
Баучи е щат във Нигерия с площ 45 837 км2 и население 4 880 573 души (2007). Административен център е град Баучи.

## Население
Населението на щата през 2007 година е 4 880 573 души, докато през 1991 година е било 4 294 413 души.